# Hőlégfúvó

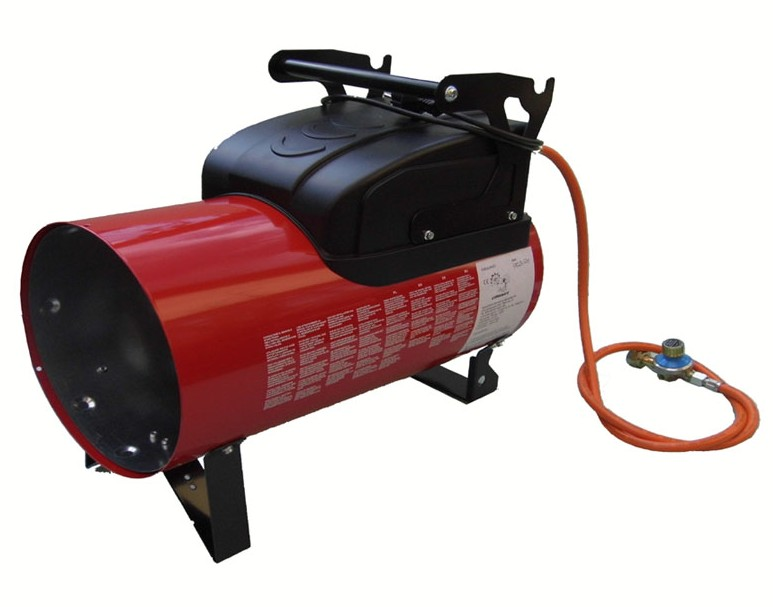
Ipari pb gázos hőlégfúvó

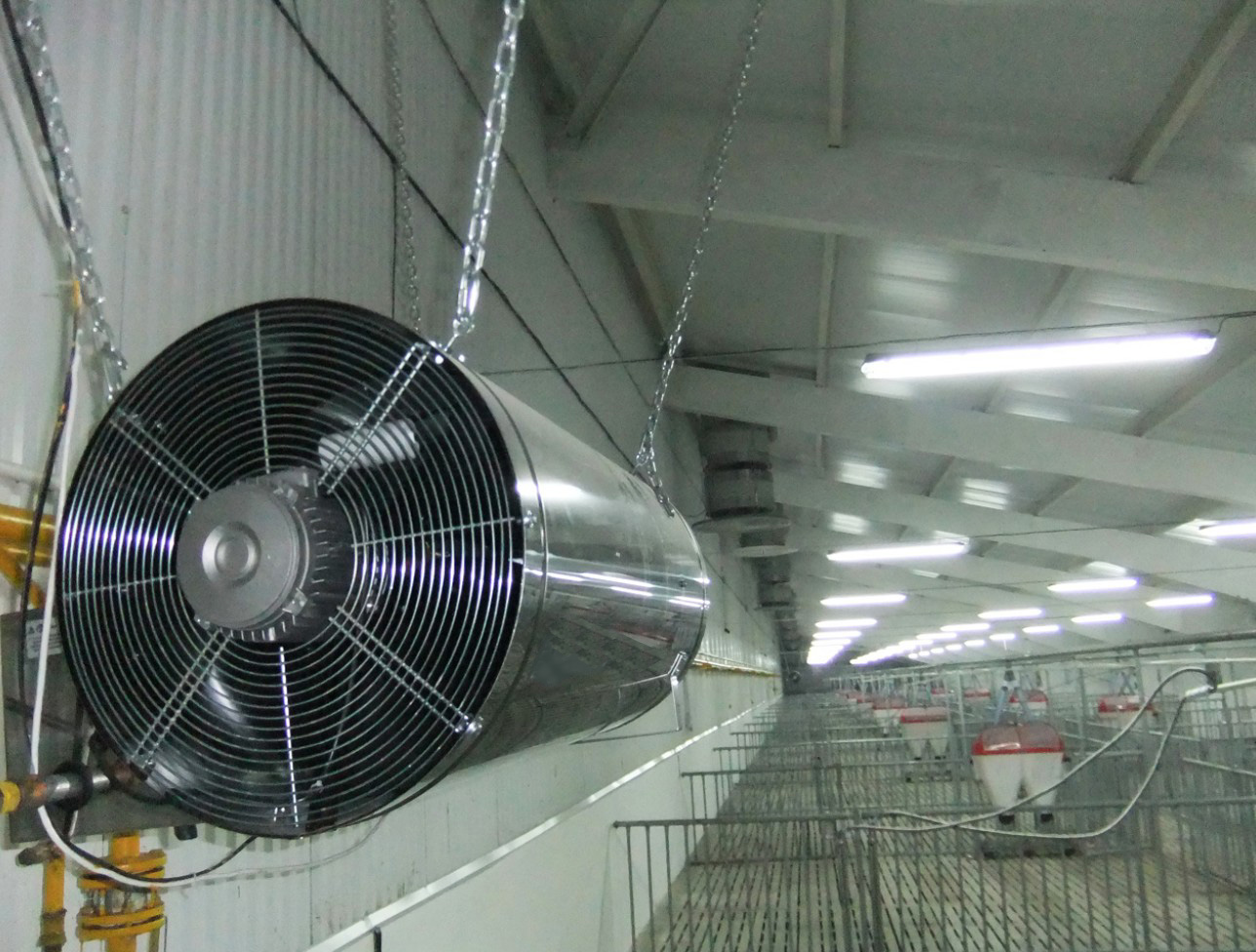
Sertésól fűtő földgázos hőlégfúvó

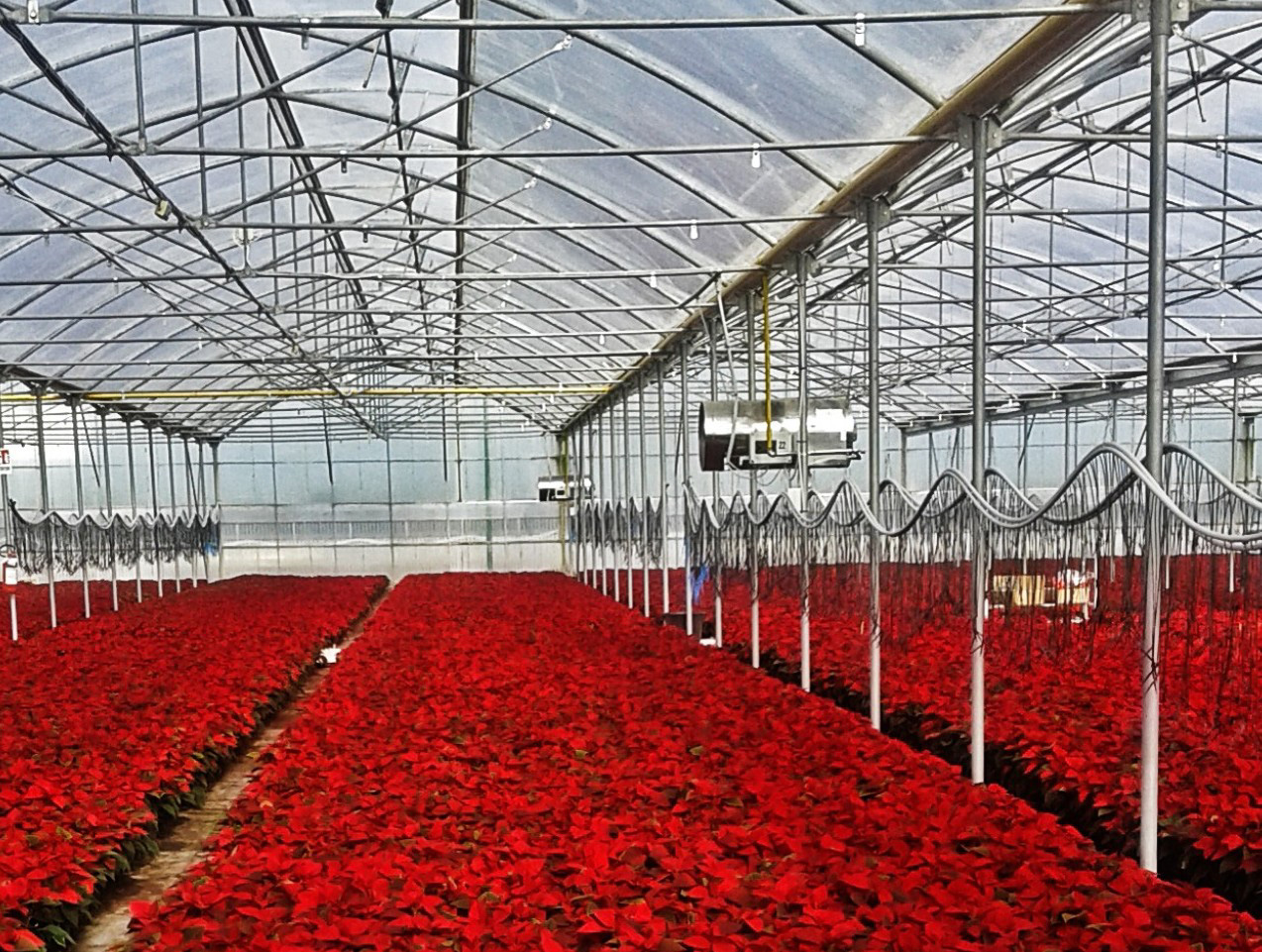
Kertészeti mobil hőlégfúvó

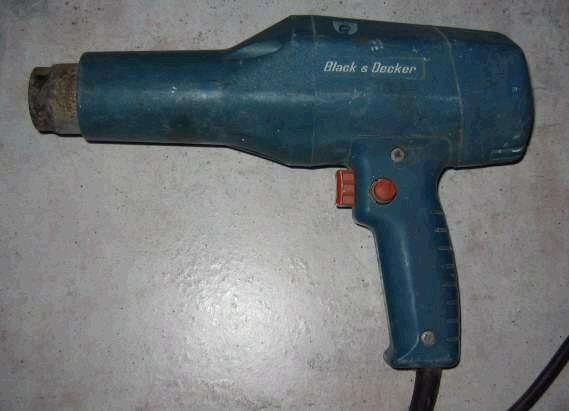
Hőlégfúvó

A hőlégfúvó olyan fűtőberendezés, mellyel nagy légterű helyiségeket lehet gyorsan és hatékonyan fűteni. Az ipari felhasználású mobil hőlégfúvó készülékek, a kis méretük ellenére, gyors és intenzív fűtést tesznek lehetővé. 
Költséghatékony fűtési megoldás, mivel azonnal a fűtendő tér levegőjét melegíti, így nincs más közvetítő közeg. 
Több fajta fűtőanyaghoz gyártanak készülékeket, például: pb gázos hőlégfúvó, földgázos hőlégfúvó, gázolajos hőlégfúvó, elektromos hőlégfúvó, melyekkel szinte minden fűtési feladat megoldható. 

## Felhasználási területek
Az ipari hőlégfúvókat általában az építőiparban használják vakolat és fal szárításra, csarnokok fűtésénél, raktárak, szervizek, autómosók kifűtésénél.
A mezőgazdasági, agrár hőlégfúvók, általában az iparinál nagyobb készülékek. Több levegőt szállítanak, melyet alacsonyabb hőmérsékletre fűtenek az arányos hőmérséklet elérése érdekében. Állattartó helyek, istállók, ólak fűtésére használják, amiben kiscsibéket, kacsát, libát, pulykát stb. szárnyasokat vagy kismalacot, nyuszit, nutriát stb. nevelnek. Alkalmasak az üvegházak, fóliasátrak, palántanevelők, vagy akár gyógynövény és fűszer szárítók fűtésére is.

## Típusai
Kétféle kialakításban készülnek hőlégfúvók: kéményes és kémény nélküli változat. A kéményes hőlégfúvóknál a fűtőlevegővel nem keveredik az égéstermék, így tisztább fűtést tesz lehetővé. A kémény nélküli típusoknál a fűtőlevegővel keveredik az égéstermék. Ezeket a hőlégfúvókat csak olyan helyen lehet alkalmazni, ahol biztosítani lehet a fokozott szellőztetést a készülék használata közben.
A hőlégfúvó forró levegő kibocsátására használatos ipari eszköz. Külsőre hajszárítóhoz hasonlít, de tartósan magasabb hőmérsékleten üzemel, illetve nagyobb légmennyiség szállítására képes. Ragasztóanyagok, falfelületek stb. gyorsított szárítására használják. A cosplaykészítők is alkalmazzák hőre lágyuló műanyagok, például Worbla vagy EVA szivacs formázásához.